# Victor Cristaldo
Victor Cristaldo es un exfutbolista australiano nacido en Argentina de padres paraguayos. Es el segundo jugador australiano que jugó en Suramérica después de John Crawley (1990–1995 en Chile). Es padre de Christopher Cristaldo ex-Melbourne Victory de la A-League y ex Nacional de Asunción de la Primera División de Paraguay.

## Trayectoria
Jugó en el Leicester City por tres meses durante 1984, anotando 12 goles en 15 partidos para el plantel juvenil y el plantel de reserva de dicho club.

### Paraguay
"Es como un sueño hecho realidad" explicó a Laurie Schwab periodista del diario australiano The Age cuando habló sobre su estadía en el Club Presidente Hayes en 1993. "pero financieramente, No es posible". Su salario era tres veces más de lo que ganaba en Melbourne y el costo de vivir en Paraguay era más barato. Él y su esposa Cynthia compraron una casa y le fue dado un auto por el club.
Cuando se transfirió de Sport Colombia a Presidente Hayes en el 1997, Paulo da Silva se transferó de Presidente Hayes a Sport Colombia.

## Clubes

### Juveniles
| Club           | País       | Año  |
| -------------- | ---------- | ---- |
| Leicester City | Inglaterra | 1984 |

### Profesional
| Club              | País       | Año       | Partidos | Goles' |
| ----------------- | ---------- | --------- | -------- | ------ |
| Keilor            | Australia  | 1983–1984 |          |        |
| Leicester City    | Inglaterra | 1984      |          |        |
| Melbourne Croatia | Australia  | 1985–1987 |          |        |
| Thomastown        | Australia  | 1988–1992 |          |        |
| Presidente Hayes  | Paraguay   | 1993      |          |        |
| Western Suburbs   | Australia  | 1996      |          |        |
| Sport Colombia    | Paraguay   | 1996–1997 |          |        |
| Presidente Hayes  | Paraguay   | 1997      |          |        |
| Western Suburbs   | Australia  | 1998      |          |        |
| Melbourne City    | Australia  | 2002–2005 |          |        |

## Estadísticas
| Club             | Temporada | Liga             | Liga | Liga  | Continental | Continental | Otro | Otro  | Total | Total |
| Club             | Temporada | División         | PJ   | Goles | PJ          | Goles       | PJ   | Goles | PJ    | Goles |
| ---------------- | --------- | ---------------- | ---- | ----- | ----------- | ----------- | ---- | ----- | ----- | ----- |
| Presidente Hayes | 1993      | Primera División | ?    | ?     | -           | -           | -    | -     | ?     | ?     |
| Sport Colombia   | 1996      | Primera División | ?    | ?     | -           | -           | -    | -     | ?     | ?     |
| Sport Colombia   | 1997      | Primera División | ?    | ?     | -           | -           | -    | -     | ?     | ?     |
| Presidente Hayes | 1997      | Primera División | ?    | ?     | -           | -           | -    | -     | ?     | ?     |
| Total            | Total     | Total            | -    | -     | -           | -           | -    | -     | -     | -     |

## Vida privada
Fue nacido en Argentina por padres paraguayos y emigró junto a su familia al país de Oceanía a los 9 años.